# 1988-as Formula–1 San Marinó-i nagydíj
Az 1988-as Formula–1-es világbajnokság  második futama a San Marinó-i nagydíj volt.

## Futam
Imolában ismét domináltak a McLaren-Hondák, az időmérőn elért sorrendben (Senna, Prost és Piquet) végződött a verseny, Senna nyert Prost előtt, a harmadik Piquet már le lett körözve. Mansell a 11. helyről indulva a 40. körben már harmadik volt, de motorhiba miatt kiesett.
|         | Rsz. | Versenyző          | Csapat          | Körök | Idő/Kiesések       | Rajthely | Pontok |
| ------- | ---- | ------------------ | --------------- | ----- | ------------------ | -------- | ------ |
| 1       | 12   | Ayrton Senna       | McLaren-Honda   | 60    | 1:32:41,264        | 1        | 9      |
| 2       | 11   | Alain Prost        | McLaren-Honda   | 60    | + 2,334            | 2        | 6      |
| 3       | 1    | Nelson Piquet      | Lotus-Honda     | 59    | + 1 kör            | 3        | 4      |
| 4       | 20   | Thierry Boutsen    | Benetton-Ford   | 59    | + 1 kör            | 8        | 3      |
| 5       | 28   | Gerhard Berger     | Ferrari         | 59    | + 1 kör            | 5        | 2      |
| 6       | 19   | Alessandro Nannini | Benetton-Ford   | 59    | + 1 kör            | 4        | 1      |
| 7       | 18   | Eddie Cheever      | Arrows-Megatron | 59    | + 1 kör            | 7        |        |
| 8       | 2    | Nakadzsima Szatoru | Lotus-Honda     | 59    | + 1 kör            | 12       |        |
| 9       | 17   | Derek Warwick      | Arrows-Megatron | 58    | + 2 kör            | 14       |        |
| 10      | 14   | Philippe Streiff   | AGS-Ford        | 58    | + 2 kör            | 13       |        |
| 11      | 24   | Luis Perez-Sala    | Minardi-Ford    | 58    | + 2 kör            | 18       |        |
| 12      | 29   | Yannick Dalmas     | Larrousse-Ford  | 58    | + 2 kör            | 19       |        |
| 13      | 6    | Riccardo Patrese   | Williams-Judd   | 58    | + 2 kör            | 6        |        |
| 14      | 3    | Jonathan Palmer    | Tyrrell-Ford    | 58    | + 2 kör            | 23       |        |
| 15      | 15   | Maurício Gugelmin  | March-Judd      | 58    | + 2 kör            | 20       |        |
| 16      | 23   | Adrián Campos      | Minardi-Ford    | 57    | + 3 kör            | 22       |        |
| 17      | 30   | Philippe Alliot    | Larrousse-Ford  | 57    | +3 kör             | 15       |        |
| 18      | 27   | Michele Alboreto   | Ferrari         | 54    | Motorhiba          | 10       |        |
| HN      | 33   | Stefano Modena     | Euro Brun-Ford  | 52    | Helyezés nélkül    | 26       |        |
| Kiesett | 4    | Julian Bailey      | Tyrrell-Ford    | 48    | Váltó              | 21       |        |
| Kiesett | 5    | Nigel Mansell      | Williams-Judd   | 42    | Motorhiba          | 11       |        |
| Kiesett | 31   | Gabriele Tarquini  | Coloni-Ford     | 40    | Üzemanyag rendszer | 17       |        |
| Kiesett | 36   | Alex Caffi         | Dallara-Ford    | 38    | Váltó              | 24       |        |
| Kiesett | 9    | Piercarlo Ghinzani | Zakspeed        | 36    | Váltó              | 25       |        |
| Kiesett | 16   | Ivan Capelli       | March-Judd      | 2     | Váltó              | 9        |        |
| Kiesett | 22   | Andrea de Cesaris  | Rial-Ford       | 1     | Felfüggesztés      | 16       |        |
| Kizárva | 21   | Nicola Larini      | Osella          |       | Kizárva            |          |        |
| NK      | 32   | Oscar Larrauri     | Euro Brun-Ford  |       |                    |          |        |
| NK      | 26   | Stefan Johansson   | Ligier-Judd     |       |                    |          |        |
| NK      | 25   | René Arnoux        | Ligier-Judd     |       |                    |          |        |

## Statisztikák
Vezető helyen:
- Ayrton Senna: 60 (1-60)

Ayrton Senna 7. győzelme, 18. pole-pozíciója, Alain Prost 21. leggyorsabb köre.
- McLaren 57. győzelme.